# 帕泰玛斯·门翁
帕泰玛斯·门翁（1995年7月5日—），泰國女子羽毛球運動員，專長雙打項目。

## 簡歷
2014年4月，帕泰玛斯·门翁分别与基拉素·奥斯特梅耶以及瓦差拉·布拉那古埃出战樂魚羽毛球國際系列賽，在女双準决赛以1比2（19-21、21-14、16-21）不敌日本强档的松本麻佑/永原和可那；而混双决赛以2比0（21-19、21-10）击败了队友的颂蓬·阿努里达亚翁/纳查·盛触，夺得其首个国际赛混双冠军。同年6月，她与基拉素·奥斯特梅耶出战斯里蘭卡羽毛球國際賽，在女双决赛以2比0（21-14、21-17）击败了赛会4号种子、印度的普拉迪亚·加德雷/斯基·雷迪，夺得其首个国际赛女双冠军。
2015年3月，帕泰玛斯·门翁与查亚倪·查拉查兰出战越南羽毛球國際挑戰賽，在女双决赛以0比2（10-21、18-21）不敌印尼强档的英吉娅·西塔·阿凡达/马哈德维·伊斯特拉尼·尼·克图特，赢得亚军。同年5月，她与帕利亚瓦特·松努阿姆出战樂魚羽毛球國際系列賽，在混双决赛以2比0（21-16、21-13）击败了印尼的Drajat Beno/尤尔费拉·巴卡，赢得冠军。同年6月，她与查亚倪·查拉查兰出战斯里蘭卡羽毛球國際挑戰賽，在女双决赛以2比1（21-17、14-21、21-14）击败了赛会2号种子、印度强档的普拉迪亚·加德雷/斯基·雷迪，赢得冠军。同年7月，她代表泰國Rattana Bundit University出戰韓國光州市舉行的世界大學生運動會羽毛球比賽，贏得混合團體銅牌。同年9月，她与查亚倪·查拉查兰出战印尼羽毛球國際挑戰賽，在女双準决赛以0比2（13-21、13-21）不敌赛会6号种子、印尼强档的盖比·里斯蒂亚妮·伊马万/蒂亚拉·罗萨莉娅·努莱达赫。同年11月，她与查亚倪·查拉查兰出战巴林羽毛球國際挑戰賽，在女双决赛以1比2（6-21、21-15、16-21）不敌队友的沙威丽·阿米达拜/帕冲攀·磋楚翁，赢得亚军。同期11月，她与查亚倪·查拉查兰出战馬來西亞羽毛球國際挑戰賽，在女双决赛以0比2（18-21、12-21）不敌赛会8号种子、印尼强档的德拉·德斯迪亚拉·哈里斯/罗西尔塔·伊卡·普特里·萨里，赢得亚军。同年12月，她与查亚倪·查拉查兰出战孟加拉羽毛球國際挑戰賽，在女双决赛以2比0（21-15、21-19）击败了赛会2号种子、马来西亚强档的林芸如/李明艷，赢得冠军。同期12月，她与查亚倪·查拉查兰出战印度羽毛球國際挑戰賽，在女双决赛以2比1（21-11、15-21、21-13）击败了印度的斯基·雷迪/玛内沙·库卡帕利，赢得冠军。
2016年6月，帕泰玛斯·门翁与查亚倪·查拉查兰出战中華台北羽毛球公開賽，在女双準决赛以0比2（20-22、19-21）不敌赛会头号种子、中国的骆赢/骆羽。
2017年5月，帕泰玛斯·门翁与查亚倪·查拉查兰出战泰國羽毛球黃金大獎賽，在女双决赛以0比2（12-21、12-21）不敌赛会5号种子、印尼强档的格雷西娅·波利/阿普里亚尼·拉哈育，赢得亚军。同年8月，她代表泰国参加中華民國臺北市举办的世界大學運動會羽毛球比賽，在率先进行的团体赛。泰国队赢得季军；而搭档的查亚倪·查拉查兰的女双决赛以0比2（17-21、20-22）不敌东道主的許雅晴/吳玓蓉，赢得世大运女子双打银牌。同年9月，她与查亚倪·查拉查兰出战越南羽毛球大獎賽，在女双决赛以2比0（21-16、21-19）击败了赛会7号种子、印尼强档的德拉·德斯迪亚拉·哈里斯/里基·艾美莉雅·普拉蒂普塔，夺得其首个国际大獎賽女双冠军。

## 主要比賽成績
只列出曾進入準決賽的國際賽事成績：
| 年份   | 賽事                     | 公開賽級別 | 項目     | 拍檔                  | 成績   |
| ------ | ------------------------ | ---------- | -------- | --------------------- | ------ |
| 2014年 | 印度羽毛球黃金大獎賽     | 黃金大獎賽 | 女子雙打 | 基拉素·奥斯特梅耶     | 準決賽 |
| 2014年 | 樂魚羽毛球國際系列賽     | 國際系列賽 | 女子雙打 | 基拉素·奥斯特梅耶     | 準決賽 |
| 2014年 | 樂魚羽毛球國際系列賽     | 國際系列賽 | 混合雙打 | 瓦差拉·布拉那古埃     | 冠軍   |
| 2014年 | 斯里蘭卡羽毛球國際賽     | 國際挑戰賽 | 女子雙打 | 基拉素·奥斯特梅耶     | 冠軍   |
| 2015年 | 越南羽毛球國際挑戰賽     | 國際挑戰賽 | 女子雙打 | 查亚倪·查拉查兰       | 亞軍   |
| 2015年 | 樂魚羽毛球國際系列賽     | 國際系列賽 | 混合雙打 | 帕利亚瓦特·松努阿姆   | 冠軍   |
| 2015年 | 斯里蘭卡羽毛球國際挑戰賽 | 國際挑戰賽 | 女子雙打 | 查亚倪·查拉查兰       | 冠軍   |
| 2015年 | 世界大學運動會羽毛球比賽 | 其他       | 混合團體 | －                    | 銅牌   |
| 2015年 | 印尼羽毛球國際挑戰賽     | 國際挑戰賽 | 女子雙打 | 查亚倪·查拉查兰       | 準決賽 |
| 2015年 | 巴林羽毛球國際挑戰賽     | 國際挑戰賽 | 女子雙打 | 查亚倪·查拉查兰       | 亞軍   |
| 2015年 | 馬來西亞羽毛球國際挑戰賽 | 國際挑戰賽 | 女子雙打 | 查亚倪·查拉查兰       | 亞軍   |
| 2015年 | 孟加拉羽毛球國際挑戰賽   | 國際挑戰賽 | 女子雙打 | 查亚倪·查拉查兰       | 冠軍   |
| 2015年 | 印度羽毛球國際挑戰賽     | 國際挑戰賽 | 女子雙打 | 查亚倪·查拉查兰       | 冠軍   |
| 2016年 | 亞洲羽毛球團體錦標賽     | 其他       | 女子團體 | －                    | 季軍   |
| 2016年 | 中華台北羽毛球公開賽     | 黃金大獎賽 | 女子雙打 | 查亚倪·查拉查兰       | 準決賽 |
| 2017年 | 樂魚羽毛球國際挑戰賽     | 國際挑戰賽 | 混合雙打 | 帕利亚瓦特·松努阿姆   | 準決賽 |
| 2017年 | 泰國羽毛球黃金大獎賽     | 黃金大獎賽 | 女子雙打 | 查亚倪·查拉查兰       | 亞軍   |
| 2017年 | 世界大學運動會羽毛球比賽 | 其他       | 混合團體 | －                    | 銅牌   |
| 2017年 | 世界大學運動會羽毛球比賽 | 其他       | 女子雙打 | 查亚倪·查拉查兰       | 銀牌   |
| 2017年 | 越南羽毛球大獎賽         | 大獎賽     | 女子雙打 | 查亚倪·查拉查兰       | 冠軍   |
| 2018年 | 中國陵水羽毛球大師賽     | 超級100賽  | 女子雙打 | 查亚倪·查拉查兰       | 準決賽 |
| 2018年 | 優霸盃                   | 其他       | 女子團體 | －                    | 亞軍   |
| 2018年 | 亞洲運動會羽毛球比賽     | 其他       | 女子團體 | －                    | 铜牌   |
| 2019年 | 東南亞運動會羽球比賽     | 其他       | 女子團體 | －                    | 金牌   |
| 2019年 | 東南亞運動會羽球比賽     | 其他       | 女子雙打 | 查亞倪·查拉查蘭       | 銀牌   |
| 2020年 | 亞洲羽毛球團體錦標賽     | 其他       | 女子團體 | －                    | 季軍   |
| 2021年 | 比利時羽毛球國際賽       | 國際挑戰賽 | 女子雙打 | 奧恩尼卡·瓊薩波恩帕恩 | 準決賽 |
| 2021年 | 匈牙利羽毛球國際賽       | 國際系列賽 | 女子雙打 | 奧恩尼卡·瓊薩波恩帕恩 | 冠軍   |
| 2022年 | 優霸盃                   | 其他       | 女子團體 | －                    | 季軍   |
| 2022年 | 東南亞運動會羽毛球比賽   | 其他       | 女子團體 | －                    | 金牌   |
| 2022年 | 馬來西亞羽毛球國際系列賽 | 國際系列賽 | 女子雙打 | 拉克西卡·坎拉哈       | 準決賽 |
| 2022年 | 馬來西亞羽毛球國際系列賽 | 國際系列賽 | 混合雙打 | 帕克卡波·提拉薩庫爾   | 準決賽 |
| 2022年 | 孟加拉羽毛球國際挑戰賽   | 國際挑戰賽 | 女子雙打 | 拉克西卡·坎拉哈       | 冠軍   |
| 2023年 | 亞洲羽毛球混合團体錦標賽 | 其他       | 混合團体 | －                    | 季軍   |
| 2023年 | 東南亞運動會羽毛球比賽   | 其他       | 女子團體 | －                    | 金牌   |
| 2023年 | 東南亞運動會羽毛球比賽   | 其他       | 混合雙打 | 帕克卡波·提拉薩庫爾   | 銅牌   |
| 2023年 | 馬爾代夫羽毛球國際挑戰賽 | 國際挑戰賽 | 女子雙打 | 拉克西卡·坎拉哈       | 冠軍   |
| 2023年 | 印尼泗水羽毛球國際挑戰賽 | 國際挑戰賽 | 女子雙打 | 拉克西卡·坎拉哈       | 冠軍   |
| 2023年 | 印尼泗水羽毛球國際挑戰賽 | 國際挑戰賽 | 混合雙打 | 帕克卡波·提拉薩庫爾   | 準決賽 |
| 2023年 | 吉隆坡羽毛球大師賽       | 超級100賽  | 女子雙打 | 拉克西卡·坎拉哈       | 冠軍   |
| 2023年 | 吉隆坡羽毛球大師賽       | 超級100賽  | 混合雙打 | 帕克卡波·提拉薩庫爾   | 亞軍   |
| 2024年 | 亞洲羽毛球團體錦標賽     | 其他       | 女子團體 | －                    | 亞軍   |
| 2024年 | 越南羽毛球國際挑戰賽     | 國際挑戰賽 | 女子雙打 | 拉克西卡·坎拉哈       | 冠軍   |
| 2024年 | 越南羽毛球國際挑戰賽     | 國際挑戰賽 | 混合雙打 | 帕克卡波·提拉薩庫爾   | 冠軍   |
| 2024年 | 中國瑞昌羽毛球大師賽     | 超級100賽  | 女子雙打 | 拉克西卡·坎拉哈       | 冠軍   |
| 2024年 | 泰國羽毛球國際挑戰賽     | 國際挑戰賽 | 女子雙打 | 拉克西卡·坎拉哈       | 冠軍   |
| 2024年 | 泰國羽毛球國際挑戰賽     | 國際挑戰賽 | 混合雙打 | 帕克卡波·提拉薩庫爾   | 冠軍   |
| 2024年 | 丹麥羽毛球國際挑戰賽     | 國際挑戰賽 | 女子雙打 | 拉克西卡·坎拉哈       | 冠軍   |
| 2024年 | 丹麥羽毛球國際挑戰賽     | 國際挑戰賽 | 混合雙打 | 帕克卡波·提拉薩庫爾   | 準決賽 |
| 2024年 | 美國羽毛球公開賽         | 超級300賽  | 女子雙打 | 拉克西卡·坎拉哈       | 亞軍   |
| 2024年 | 美國羽毛球公開賽         | 超級300賽  | 混合雙打 | 帕克卡波·提拉薩庫爾   | 冠軍   |
| 2024年 | 加拿大羽毛球公開賽       | 超級500賽  | 女子雙打 | 拉克西卡·坎拉哈       | 準決賽 |
| 2024年 | 台北羽球公開賽           | 超級300賽  | 女子雙打 | 拉克西卡·坎拉哈       | 準決賽 |
| 2024年 | 台北羽球公開賽           | 超級300賽  | 混合雙打 | 帕克卡波·提拉薩庫爾   | 冠軍   |
| 2025年 | 泰國羽毛球大師賽         | 超級300賽  | 女子雙打 | 拉克西卡·坎拉哈       | 亞軍   |
| 2025年 | 亞洲羽毛球混合團体錦標賽 | 其他       | 混合團体 | －                    | 季軍   |

| 2007-2017年 | 首要超級賽 | 超級賽 | 黃金大獎賽 | 大獎賽 | 國際挑戰賽 | 國際系列賽 | 未來系列賽 | 其他 |

| 2018-2026年 | 總決賽 | 超級1000賽 | 超級750賽 | 超級500賽 | 超級300賽 | 超級100賽 | 國際挑戰賽 | 國際系列賽 | 未來系列賽 | 其他 |

### 奧運會和世錦賽參賽紀錄
|          | 搭檔            | 2018 | 2019 |
| -------- | --------------- | ---- | ---- |
| 女子雙打 | 查亚倪·查拉查兰 | 16強 | 32強 |